# Domedejla mosse
Domedejla mosse med omgivningar är ett naturreservat i Lomma kommun i Skåne län.

## Flora och fauna
I våtmarksdelen av mossen finns växter som strandklo, bladvass, besksöta, fackelblomster, svärdslilja och sjöranunkel.
På de torrare delarna växer bl.a. älgört, frossört, slåtterblomma, ängsskallra, blåmunkar, gulmåra och hedblomster.